# Nemoria pistaciaria
Nemoria pistaciaria là một loài bướm đêm trong họ Geometridae.